# Истор-о-Нал
Истор-о-Нал (англ. Istor-o-Nal) — вершина в горной системе Гиндукуш в пакистанской провинции Хайбер-Пахтунхва в округе Читрал высотой 7403 метра над уровнем моря. Первое восхождение на вершину Истор-о-Нал было совершено 8 июня 1955 года американцами Джозефом Мёрфи и Томасом Матчем и пакистанским майором Кеном Банквала в рамках экспедиции Принстонского альпклуба.

## Физико-географическая характеристика
Истор-о-Нал представляет собой группу вершин, 11 из которых имеют высоту более 7000 метров. Истор-о-Нал расположена целиком на территории Пакистана в округе Читрал провинции Хайбер-Пахтунхва в горной системе Гиндукуш. Высочайшая вершины Истор-о-Нала имеет высоту 7403 метра над уровнем моря. Истор-о-Нал является третьей по высоте вершиной Гиндукуша после вершин Тирич-Мир (7708 метров) и Ношак (7492 метра).
Родительской вершиной по отношению Истор-о-Налу является вершина Ношак, расположенная приблизительно в 7,5 километрах к северо-западу. Нижняя точка между двумя вершинами расположена на высоте 6378 метров, таким образом, относительная высота вершины Истор-о-Нал составляет 1025 метров.

## История восхождений
Первое восхождение на вершину Истор-о-Нал было совершено 8 июня 1955 года американцами Джозефом Мёрфи и Томасом Матчем и пакистанским майором Кеном Банквала в рамках экспедиции Принстонского альпклуба. Базовый лагерь экспедиции был установлен на высоте около 4500 метров у южной стороны горы на леднике Тирич. Само восхождение на вершину было совершено по западному гребню. Истор-о-Нал стала второй высочайшей вершиной среди всех американских восхождений на тот момент времени.